# Bâtiment de l'hôtel de ville de Belgrade
Le bâtiment de l'hôtel de ville de Belgrade (en serbe cyrillique : Зграда Београдске општине ; en serbe latin : Zgrada Beogradske opštine) est situé à Belgrade, la capitale de la Serbie, dans la municipalité urbaine de Stari grad. Construit en 1846, il est inscrit sur la liste des biens culturels de la ville de Belgrade.

## Présentation
Le bâtiment de l'hôtel de ville de Belgrade, situé 1 rue Uzun Mirkova a été construit vers 1846 pour servir de résidence au prince Alexandre Karađorđević. Il se trouve sur un site surnommé la « grande place », qui était le centre administratif et éducatif de la capitale serbe dans la seconde moitié du XIXe siècle. À partir de 1853, le bâtiment est mentionné comme le Novo zdanje ou la Srpska kruna, le second hôtel de Belgrade susceptible d'héberger les voyageurs éminents. Le lieu accueillit également des événements historiques, culturels et sociaux ; des bals et des représentations théâtrales y furent organisés, ainsi que des concerts et des expositions. À partir de 1869, pendant une centaine d'années, il accueillit le siège de l'hôtel de ville de Belgrade. Le nom de Srpska kruna fut alors donné à un hôtel situé 56 rue Knez Mihailova.
À l'origine, le bâtiment était une maison d'un étage, avec une façade classique dont la symétrie était accentuée par une légère avancée centrale ; un attique était situé juste au-dessus de la corniche. L'immeuble a changé d'aspect après des modifications réalisées en 1928, notamment l'addition d'un étage ; aujourd'hui, la façade est constituée de pierre artificielle, avec des demi-colonnes au rez-de-chaussée et des fenêtres surmontées de lunettes.